# Stefan Kraft (diplomat)
Stefan Kraft (Inđija, 15. kolovoza 1884. – Heidelberg, 16. lipnja 1959.), hrvatski političar i diplomat, dužnosnik njemačke manjine

## Životopis
Stefan Kraft se rodio u Inđiji u njemačkoj obitelji. U Zagrebu, Marburgu i Beču studirao prirodoslovlje i pravo. Promoviran u Beču. U ratu službovao kao Hauptmann carske i kraljevske vojske.
Siječnja 1919. s premijerom Kraljevine SHS Protićem susreo se i izložio mu nacionalne želje njemačko govornog stanovništva nove države. Za nacrt njemačke autonomije služio mu je primjer srpske autonomije u predratnoj Mađarskoj. 
Visoki dužnosnik Kulturbunda. U Novom Sadu vodio više ustanova. Od 1920. član Švapsko-njemačkoga kulturnoga saveza. Od 1922. voditelj njemačke poljoprivredne zadruge Agraria. Od 1927. Središnje poljodjelske posudbene štedionice (Landwirtschafli. Zentral-Darlehnkasse) te još nekih ustanova. Vodio tiskaru Druckerei- und Verlags-AG gdje su izlazile novine Deutsche Volksblatt.
Zastupnikom u Narodnoj skupštini u Beogradu od 1923. do 1938. godine, kao član Stranke Nijemaca (Partei der Deutschen) u Kraljevini SHS (zatim i nekoliko drugih stranaka). Radio na zaštiti prava svoje nacionalne manjine, vodeći politiku sporazuma s vodećim političkim snagama u zemlji. Do 1938. u njegovim je rukama bila neuobičajeno velika moć.
Skupina mladih intelektualaca zvana "obnovitelji" (Erneuerungsbewegung) studirala je u Njemačkoj, došla u doticaj s idejama Hitlerove Nacionalsocijalističke njemačke radničke stranke i indoktrinirana nacizmom. Od 1936. postupno je preuzimala Kulturbund i ina društva njemačke narodne skupine. Iz vodstva Kulturbunda isključili su Krafta 1939. godine.
Otišao u Hrvatsku. U ratu je od 1941. do 1942. bio generalni konzul NDH u Münchenu. Od listopada 1942. ravnatelj Glavnoga ravnateljstva za prehranu u Ministarstvu narodnoga gospodarstva. Pred kraj rata emigrirao u Zapadnu Njemačku.
Put do Njemačke vodio ga je preko Austrije. Crta istočnog bojišta približavala se te se preselio u Austriju. Predsjedavao je gornjeaustrijskim Crvenim križem u službi za izbjeglice. Otišao je tamo radi uvođenja folksdojčerske djece u osnovne i srednje škole. Nije mogao dobiti austrijsko državljanstvo pa je otišao 1949. u Stuttgart. Tek osnovano društvo Nijemaca iz Jugoslavije (Landsmannschaft der Deutschen) izabralo ga je za predsjednika. Na toj je dužnosti vodio kampanju za ravnopravno uključenje istjeranih Nijemaca iz Jugoslavije u Saveznu Republiku Njemačku.
U spomenici iz 2009. nazvan je "ocem Dunavskih Švaba".